# Пищалкино (деревня)
Пищалкино — деревня в Сонковском районе Тверской области. Входит в состав Пищалкинского сельского поселения.

## География
Находится в восточной части Тверской области на расстоянии приблизительно 12 км по прямой на восток-северо-восток от районного центра поселка Сонково южнее поселка Пищалкино.

## История
Деревня была отмечена еще на карте 1825 года. В 1859 году здесь (тогда деревня Кашинского уезда Тверской губернии) было учтено 8 дворов.

## Население
Численность населения: 87 человек (1859 год), 31 (русские 90 %) в 2002 году, 103 в 2010.